# Giambattista Spinola (1615–1704)
Giambattista Spinola (ur. 20 września 1615 w Madrycie, zm. 4 stycznia 1704 w Rzymie) – włoski kardynał.

## Życiorys
Urodził się 20 września 1615 roku w Madrycie, jako jedno z dwanaściorga dzieci Luki Spinoli i Battiny Lomellini. W młodości studiował i uzyskał stopień doktora utroque iure, a także przyjął święcenie subdiakonatu. 18 maja 1648 roku został mianowany arcybiskupem Acerenzy i Matery i 14 czerwca przyjął sakrę. 10 listopada 1664 roku został arcybiskupem Genui. W marcu 1681 roku został zmuszony do rezygnacji z diecezji i został gubernatorem Rzymu i wicekamerlingiem Kościoła Rzymskiego. 1 września 1681 roku został mianowany kardynałem prezbiterem i otrzymał kościół tytularny S. Cecilia. W latach 1691–1692 był kamerlingiem Kolegium Kardynalskiego, a ponadto uczestniczył w konklawe 1689, konklawe 1691 i konklawe 1700. Zmarł 4 stycznia 1704 roku w Rzymie.